# فرانچسکو میلتو
فرانچسکو میلتو (انگلیسی: Francesco Mileto؛ زادهٔ ۲۳ سپتامبر ۱۹۹۵) بازیکن فوتبال است.
از باشگاه‌هایی که در آن بازی کرده‌است می‌توان به باشگاه فوتبال روبور سیه‌نا اشاره کرد.